# Кружок молодых историков
«Кружо́к молоды́х исто́риков» — неформальное объединение молодых учёных-историков, выпускников и магистрантов петроградских (позже — ленинградских) вузов, а также известных профессоров истории, проводивший регулярные собрания в 1921—1925 и эпизодически вплоть до 1927 года. Руководителем кружка был Сергей Иванович Тхоржевский, среди регулярно посещавших заседания — известные учёные, в том числе — Тарле, Рождественский, Заозерский. Заседания, как правило, проходили на квартирах участников кружка, чаще всего — одной из участниц кружка Натальи Сергеевны Штакельберг. Всего в разные годы в заседаниях кружка участвовало 25-30 человек, основной целью которых было ознакомление со свежими идеями и работами коллег, часть из которых задерживалась к публикации или не проходила в печать. Большинство обсуждавшихся идей и работ было посвящены истории России. В качестве добровольного взноса для подготовки заседаний члены кружка вносили посильную помощь, чаще продуктами. Впоследствии, один из списков участников с указанием взноса, найденный у известного пушкиниста Измайлова, послужил поводом для начала уголовного дела и ареста кружковцев. Дело «Кружка молодых историков» стало одним из ответвлений более крупного «Академического дела», по которому в 1929—1931 годах было репрессировано большое количество ленинградских учёных.

## История кружка
Кружок молодых историков не был уникальным неформальным объединением учёной молодёжи в академических кругах Петрограда, затем — Ленинграда, в первые годы советского государства. Вокруг виднейших профессоров петербургских, ленинградских вузов часто формировались объединения их учеников, продолжавших в неформальной обстановке обсуждение и развитие научных теорий, зарождавшихся на основе университетских семинаров. Под руководством профессора Заозерского его ученики работали над историей крупного землевладения в России XVIII и XIX веков. Ученики академика Лаппо-Данилевского после его смерти продолжили работу по направлениям, начатым на его семинарах. Подобный кружок организовали также ученики академика Кареева. К середине 1920-х годов поводом для создания неформального кружка часто становилось увольнение научного руководителя из университета. Так сложились кружки профессоров Присёлкова и Гревса. Участники кружков пытались сохранить истинно научную форму общения и обсуждения новых работ, свободную от идеологем, навязываемых коммунистическими властями, особенно в период, когда ещё было возможно существование относительно независимых научных изданий, в частности журналов «Дела и дни», «Русское прошлое», «Анналы», «Русский исторический журнал».
По воспоминаниям участников кружка молодых историков, мысль о его создании пришла участникам семинаров профессора Рождественского в конце 1920 года. Среди инициаторов собрания называют А. А. Введенского, Н. С. Штакельберг, С. И. Тхоржевского, И. Л. Попова-Ленского и А. М. Покровского. Заседания чаще всего проходили на квартире Штакельбергов, реже — в Клубе научных работников на Мойке, 94, или в Доме учёных на улице Халтурина, иногда — на квартирах других участников кружка. Точная дата первого заседания неизвестна, чаще называется начало 1921 года. До весны 1922 года заседания с участием историков Петроградского университета проходили очень активно, затем наступил некоторый спад, так как научная деятельность большинства участников переместилась в стены Исторического исследовательского института при университете. Но с закрытием последнего в 1924 году последовал новый подъём активности в деятельности кружка. С началом работы Ленинградского отделения Института истории РАНИОН кружок постепенно прекратил регулярные заседания.
Члены кружка были преимущественно учениками крупнейших учёных-историков того времени — Платонова, Тарле, Кареева, Вульфиуса, Преснякова, Рождественского. Кроме них, с разной степенью регулярности, в заседаниях участвовали профессора Заозерский, Греков, Васильев, Богословский, Захер, Федотов. Среди молодых кружковцев, состав которых менялся от заседания к заседанию, Наталья Штакельберг в своих воспоминаниях назвала около 30 человек: Тхоржевский, Введенский, Островская М. А., Шебунин, дочери академика Платонова — Нина Сергеевна и Наталья Сергеевна, Цемш Н. С., Сигрист С. В., Петров В. А. (специалист по исторической библиографии и русской палеографии), Садиков П. А., Петров Е. Н., Либталь М. Э., Котельникова О. М. (философ), Матковская З. Н., Мартынов М. Н., Попов-Ленский И. Л., Данини С. М., Гринвальд М. К., Измайлов Н. В., Шатилова Т. И. (историк профсоюзного движения), Романов Б. А., Корнилович О. Е., Валк С. Н., Недзвецкая-Самарина О. К. (филолог), Насонов А. Н., Тиха́нова М. А., Скржинская Е. Ч., Любименко И. И., Бирюкович В. В., Шайтан М. Э., Герман В. П. (преподаватель истории в Артиллерийской академии).
По воспоминаниям Натальи Штакельберг, идея создания кружка возникла у них в разговоре с Андреем Введенским, Введенский решил привлечь своего друга Сергея Тхоржевского, который, благодаря своему авторитету, сразу принял роль руководящей силы в их объединении. Большая квартира Штакельбергов (муж Натальи Сергеевны — Александр Александрович Штакельберг, один из ведущих российских энтомологов, унаследовал квартиру от отца, барона, управляющего делами Императорской Академии наук) стала первым и основным местом заседаний кружка. Кроме тройки инициаторов, в актив кружка вошли также А. Шебунин и М. Островская. Зимой 1921 года в большой неотапливаемой квартире температура не поднималась выше нуля градусов и главным вступительным взносом членов кружка были дрова для «буржуйки» и сахар для коллективного чаепития. Самый первый доклад для членов кружка был сделан Введенским (тема — история торгового дела Строгановых). Большинство докладов было посвящено российской истории: «Ключевский как социолог и политический мыслитель», «Бунт Стеньки Разина», «Герои-разночинцы», «Мятеж 1648 года в Москве», «Государственное землевладение в XVII веке», «Емельян Пугачёв. Опыт характеристики», «Москва и Донское войско в XVII веке». Но поднимались и темы зарубежной истории, так Данини сделала доклад по истории промышленности и торговли провинции Дофинэ, Б. А. Романов — по истории Англии эпохи Питта.
Но только научными интересами молодые учёные не ограничивались, игры, шарады, стихотворные вечера, танцы длились порой до утра. Однажды после особо бурной танцевальной вечеринки члены кружка были чрезвычайно сконфужены внушением, сделанным супругой всемирно известного академика Павлова, жившего этажом ниже: «И чему вы там всё время смеётесь? Как будто теперь есть чему смеяться!». Иван Петрович Павлов в ту ночь перемещался по квартире с подушкой, пытаясь найти место, где был бы не так слышен шум танцев и не смог уснуть всю ночь. В 1925 году руководитель кружка Тхоржевский, «используя свое положение секретаря в правлении клуба научных работников», вместе с Шебуниным, Корнилович и Введенским стал инициатором создания драматического кружка, куда были привлечены молодые историки.

## Разгром в рамках Академического дела
С середины 1920-х годов в СССР начались кампании за внедрение монополии государственной идеологии в исторической науке. Петербургские академические традиции, представленные как видными историками — Платоновым, Тарле, Лаппо-Данилевским и другими, а также уже заявившими себя их учениками — Насоновым, Шебуниным, Романовым и другими, мешали Покровскому и партийным идеологам. Многочисленные исторические кружки стали расцениваться в качестве контрреволюционной деятельности, к борьбе с ними подключилось ОГПУ. Началось закрытие независимых научных журналов, которым в вину ставилось то, что, печатая работы представителей старой школы, в них не нашлось места для статей М. Н. Покровского и Н. М. Лукина. В ходе начавшегося расследования по «Делу № 1803», больше известному, как «Академическое дело», начались аресты. Среди попавших под репрессии оказались академики С. Ф. Платонов, Е. В. Тарле, Н. П. Лихачёв и М. К. Любавский, пять членов-корреспондентов и около ста сотрудников академических учреждений. Был арестован один из членов кружка, уже известный и авторитетный пушкинист, Николай Измайлов, приходившийся зятем академику Платонову. Именно у него следователи нашли первый список кружковцев — написанная от руки ведомость сдавших деньги на организацию чаепития в ходе одного из собраний кружка. Для следователей НКВД это стало настоящим подарком — готовый список контрреволюционной организации. В январе 1930 года последовали аресты, допросы, участникам кружка давали на подпись протоколы допросов, где собрания кружка назывались нелегальными тайными сборищами под руководством «махрового монархиста» Платонова, «явками для получения контрреволюционных директив под видом вечеринок». Академик Платонов во время допросов настаивал, что единственной причиной организации подобных кружков являлось отсутствие академической свободы в стране: «Касаясь нелегально существующих кружков „молодых историков“, должен признаться и подчеркнуть, что здесь были люди, объединенные желанием видеть науку свободной. Считая совершенно
ненормальным существующее положение, когда статьи нельзя писать без издания Коммунистической академии и прочее, полагаю, что если бы данное положение изжилось, то нелегальные кружки самоликвидировались». Неожиданно, в феврале 1930 года большая часть кружковцев — 24 человека, была освобождена. Тем не менее, возможность преподавать и работать в академических организациях была закрыта, многие из освобождённых впоследствии неоднократно арестовывались по другим сфабрикованным делам.